# Passerinula candida
Passerinula candida är en svampart som beskrevs av Sacc. 1875. Passerinula candida ingår i släktet Passerinula, ordningen Pleosporales, klassen Dothideomycetes, divisionen sporsäcksvampar och riket svampar.   Inga underarter finns listade i Catalogue of Life.